# Brusow
Brusow ist ein Ortsteil der Stadt Kröpelin im Landkreis Rostock in Mecklenburg-Vorpommern.

## Geografie und Verkehrsanbindung
Brusow liegt östlich des Kernortes Kröpelin. Westlich verläuft die Landesstraße L 11 und nördlich die B 105.